# Bangsteder Kirche

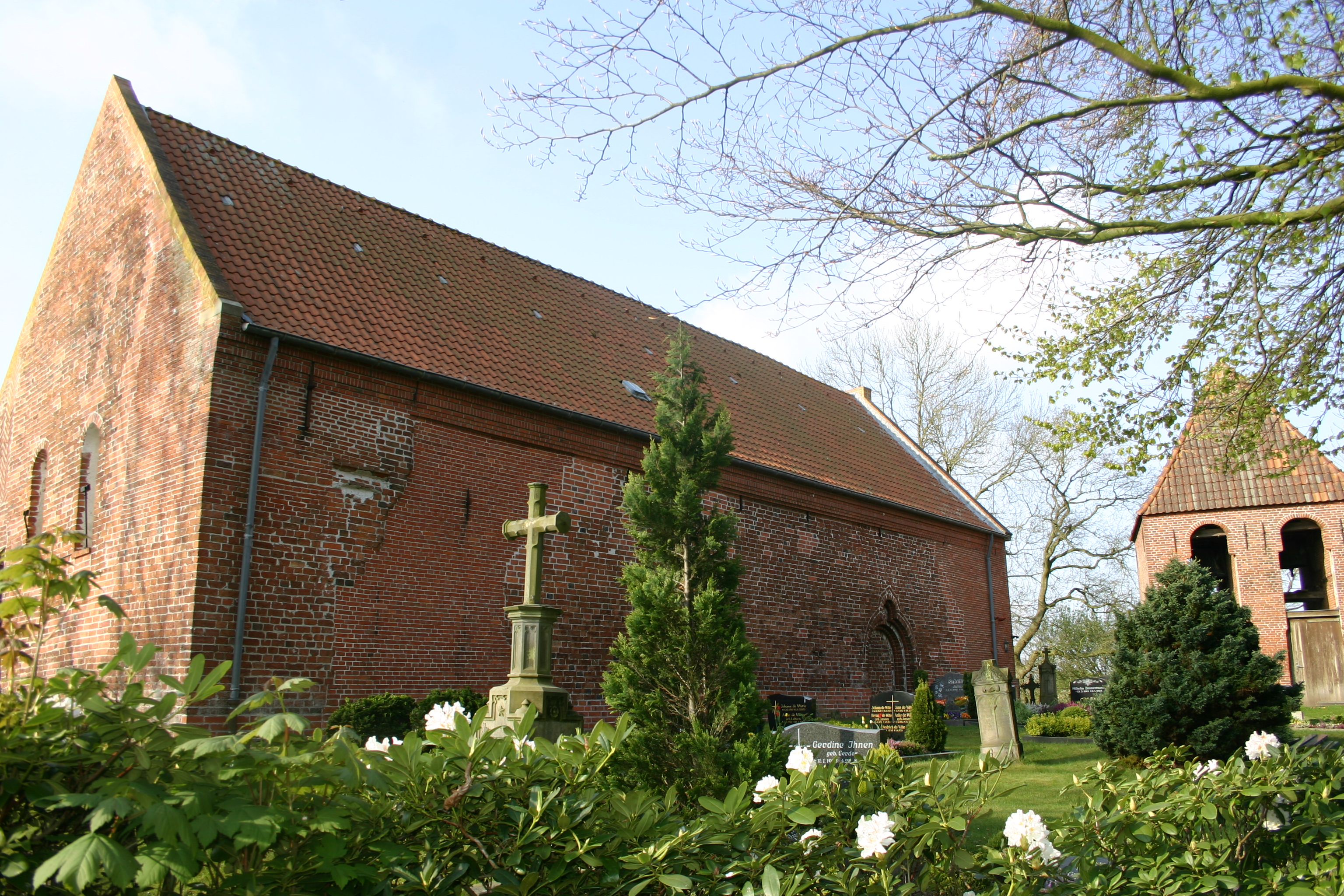
Bangsteder Kirche

Die evangelisch-lutherische Bangsteder Kirche steht im ostfriesischen Bangstede, Gemeinde Ihlow und wurde im 13. Jahrhundert errichtet.

## Geschichte und Baubeschreibung

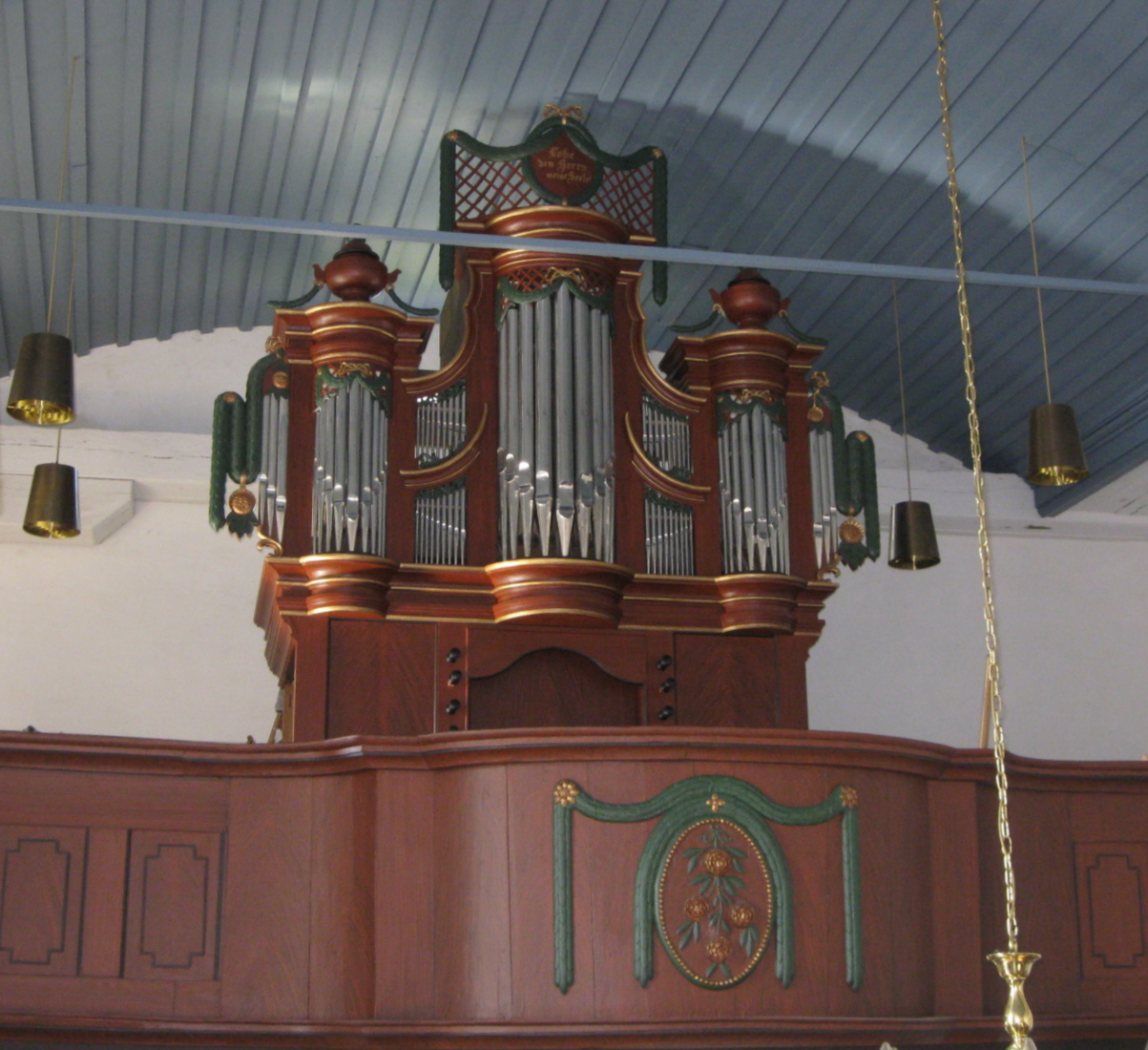
Rohlfs-Orgel von 1795

Die romanische Kirche wurde in der Mitte des 13. Jahrhunderts als Saalkirche aus Backsteinen erbaut. Das aufwändig gestaltete Nordportal wird mit einer Spitzbogen-Blende, Rundstäben und einer seltenen Kleeblattblende verziert, ist heute aber zugemauert. Auch die Gewölbe sind nicht mehr erhalten; ursprünglich wies die Kirche drei Joche auf. Im 14. und 15. Jahrhundert vergrößerte man die Fenster an den Längsseiten und versah sie mit Spitzbogen. Das Schiff wurde im Jahr 1865 nach Westen verlängert. Der alte Glockenturm wurde im Jahr 1823 durch einen neuen in Form des „Parallelmauertyps“ ersetzt.

## Ausstattung
Der Innenraum wird heute von einer Segmentdecke aus Holz abgeschlossen. Der Korpus des Kruzifix stammt aus dem 13. Jahrhundert, während das Kreuz eine neuere Arbeit ist. Die Kanzel datiert von 1703, der Messingleuchter von 1754.

## Orgel
Im Jahr 1795 schuf Johann Gottfried Rohlfs die Orgel mit acht Registern. Sie ist weitgehend erhalten und wurde 2008/09 von Orgelbaumeister Bartelt Immer restauriert. Dabei wurden die Traversflöte und die Trompete rekonstruiert.
| Manual C–c3      |    |
| Princip(al)      | 4′ |
| Gedact           | 8′ |
| Traversflöte B/D | 8′ |
| Rohrflöte        | 4′ |
| Nassat           | 3′ |
| Octav            | 2′ |
| Mixtur III       | 1′ |
| Trompete B/D     | 8′ |